# José Felipe de Busiñac
José Felipe de Busiñac y Borbón (? - h. 1680) fue un arquitecto, maestro albañil, escultor, cantero y maestro de fábricas de origen francés que desarrolló su trabajo en Aragón, España. Infanzón, hermano del también arquitecto Jaime de Busiñac.
Miembro de la Cofradía de albañiles de Zaragoza de 1656 a 1673, periodo en el que gozó de gran prestigio. Llegó a ser maestro de obras de La Seo de Zaragoza. Del conjunto de sus obras en esa ciudad, además de en La Seo y su torre, destacan la reconstrucción del Puente de Piedra en 1659, la finalización del Casa de Francisco Sanz de Cortés, la intervención en el Palacio de los Condes de Arguillo y la edificación del templo y la capilla de San Antonio de Padua de San Ildefonso. Cabe mencionarse además la construcción del Convento de Nuestra Señora del Carmen y el proyecto de las obras de El Pilar de Zaragoza, que finalmente experimentaron numerosos cambios antes de ser ejecutadas.
Del resto de obras en la provincia de Zaragoza, merece mencionarse el Convento de la Concepción en Borja.